# ジェリアン・グラント
ジェリアン・グラント（Holdyn Jerian Grant、1992年10月9日 - ）は、アメリカ合衆国・メリーランド州シルバースプリングス出身のプロバスケットボール選手。身長196cm、体重96kg。ポイントガードとシューティングガードを兼務するコンボガード。

## 来歴
メリーランド州のデマーサ高校時代にビクター・オラディポと共に活躍し、大学はノートルダム大学に進学。3年生時の2013-14シーズンに平均19得点6.2アシストを記録したことで2014年のNBAドラフトにアーリーエントリーを表明する予定だったが、12試合の出場に終わったことなどを理由に直前で回避。最終学年の2014-15シーズンは平均16.5得点6.7アシストを記録。1年我慢して望んだ2015年のNBAドラフトでは、19位でワシントン・ウィザーズから指名されるも、直後にアトランタ・ホークスが15位で指名したケリー・ウーブレの交渉権同士のトレードが行われ、更にティム・ハーダウェイ・ジュニアとのトレードで交渉権がニューヨーク・ニックスに移動するという慌ただしい1日を送ったが、NBAサマーリーグを経て7月30日にニックスと契約を結んだ。

### ヨーロッパでのキャリア（2020-）

#### プロミテアス・パトラスBC(2020-2021)
2020年12月31日、ギリシャ・バスケットリーグとユーロカップに所属するプロミテアス・パトラスBCとの契約が発表された。国内リーグ戦とプレーオフ合わせて27試合に出場し、1試合平均34.5分の出場で、14.7得点、6.7アシスト、4.1リバウンド、2.1スティール、スリーポイント成功率38.5パーセントという成績を残した。

#### オリンピア・ミラノ(2021-2022)
2021年7月1日、ユーロリーグとレガ・バスケット・セリエAに所属するオリンピア・ミラノと2年契約を結んだ。ユーロリーグでは26試合に出場し、1試合平均12.5分の出場で、2.8得点、フリースロー成功率88.9パーセント、国内リーグでは25試合に出場し、1試合平均8.0得点、3.1アシスト、2.3リバウンド、1.0スティール、スリーポイント成功率37.7パーセント、プレーオフでは11試合に出場し、1試合平均17.9分の出場で、6.1得点、1.7アシスト、1.1リバウンド、スリーポイント成功率46.4パーセントという成績を残した。ユーロリーグではスターターを務めたのは3試合のみでバックアップのポイントガードとしての役割が多かった。

#### トルコ・テレコム(2022-2023)
2022年7月14日、ユーロカップとバスケットボール・スーパー・リーグに所属するトルコ・テレコムB.K.と1年契約を結んだ。

#### パナシナイコスBC
2024年7月10日、パナシナイコスBCと2025-2026シーズンまで契約を延長したと発表した。

## 家族
- 父は元NBA選手のハーヴェイ・グラント（英語版）。
- 兄のジェライ（英語版）は欧州の各国リーグで活躍するバスケットボール選手。弟のジェラミは2014年のNBAドラフトでフィラデルフィア・セブンティシクサーズから39位で指名され、現在はデトロイト・ピストンズで活躍している。
- 叔父はハーヴェイの双子の兄で、シカゴ・ブルズなどで活躍したホーレス・グラントである[14]。